# Chùa Long Quang (Cần Thơ)
Chùa Long Quang (tên chính thức là Long Quang Cổ Tự, chữ Hán: 隆光古寺) là một ngôi cổ tự bên bờ sông Bình Thủy; hiện tọa lạc tại số 155/6, khu vực Bình Chánh, phường Long Hòa, quận Bình Thủy, thành phố Cần Thơ, Việt Nam.

## Lịch sử

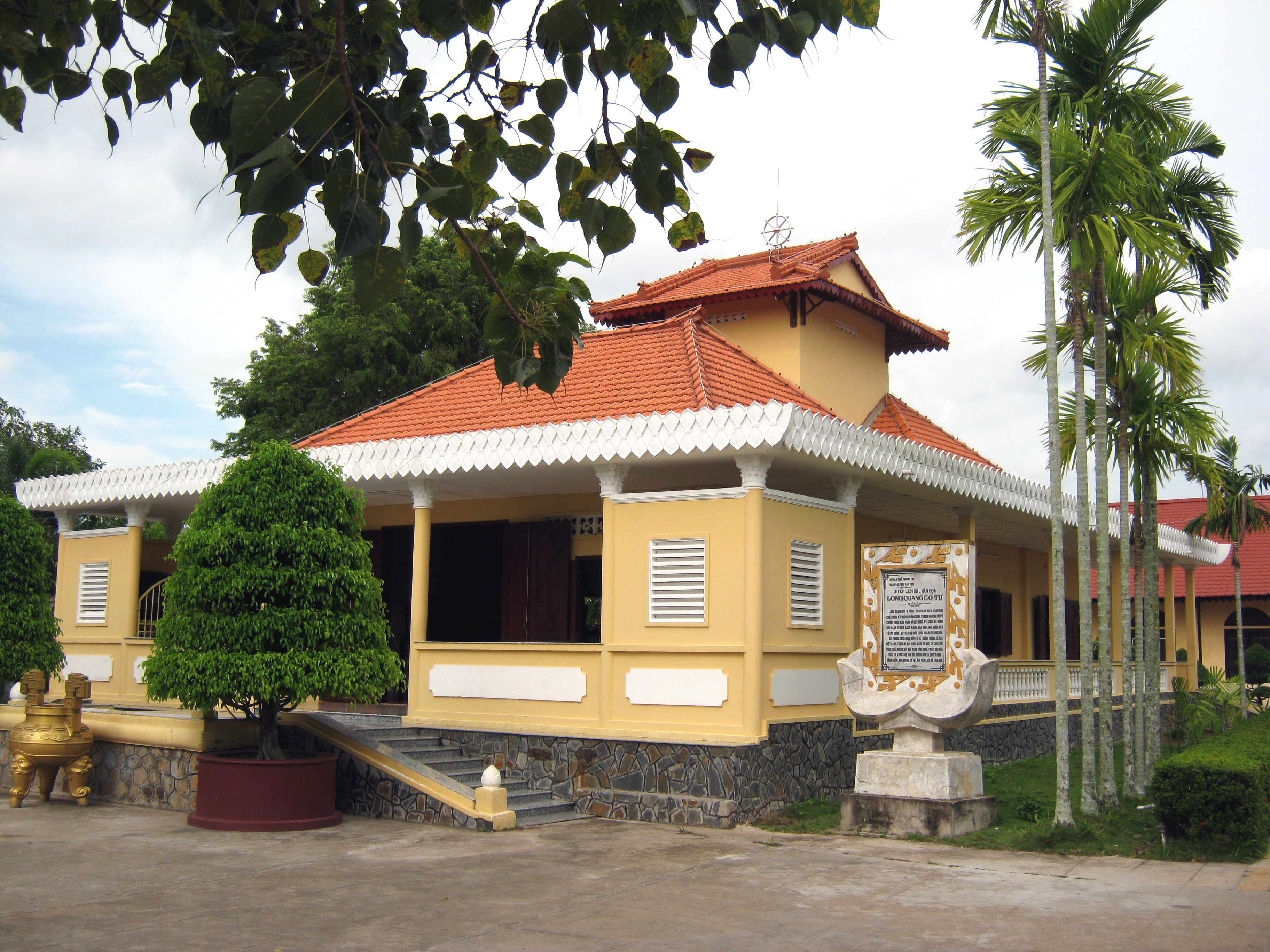
Chính điện chùa Long Quang

Chùa Long Quang do Thiền sư Thiện Quyền  lập vào năm Minh Mạng thứ 5 (Giáp Thân, 1824). Lúc đầu, chùa chỉ là một am nhỏ bằng cây lá. Đến năm 1829, Thiền sư Thiện Quyền cho cải tạo lại thành một ngôi chùa bậc trung. Có thể, trong khoảng thời gian này chùa được đặt tên là Long Trường với ý nguyện cầu mong ngôi chùa được vững bền . Năm 1835, Thiền sư lại cho trùng tu chùa.
Sau khi Thiền sư Thiện Quyền qua đời, khoảng năm Kỷ Mùi (1859) có nhà sư Quảng Hiền (họ Trần) đến làm Trụ trì chùa. Lúc bấy giờ ngôi chùa đã bị hư hỏng nặng, Sư bèn vận động đồ chúng góp công của xây dựng lại chùa, đến khoảng năm 1861 thì hoàn thành và đổi tên lại là  Long Quang.
Năm Kỷ Sửu (1889), có Hòa thượng Từ Quang (pháp hiệu Ngộ Cảm), đến làm Trụ trì chùa. Ở đây, nhà sư vừa tu, vừa bốc thuốc chữa bệnh cho dân, nên được nhiều người tôn kính. Năm 1922, nhà sư Từ Quang đã cho tạc khoảng 50 pho tượng thờ bằng gỗ giáng hương. Đặc biệt hơn cả là bộ Thập Bát La Hán (mỗi tượng cao 80 cm, có tư thế ngồi khác nhau trông rất sinh động) được chạm khắc và đục đẽo từ một khối gỗ, chứ không chắp ghép từng phần. Các tác phẩm ấy đều do một thợ nhóm điêu khắc (đứng đầu là ông Tài Công Kiểm) ở Cần Thơ xưa thực hiện .
Sau khi Hòa thượng Từ Quang viên tịch (1924), học trò của Hòa thượng là nhà sư Trí Thới  lãnh nhiệm vụ Trụ trì chùa. Năm Canh Ngọ (1930), ngôi chùa đã bị xuống cấp trầm trọng, lại được sự ủng hộ của các Phật tử, nên sư Trí Thới liền cho tái thiết lại chùa, đến cuối năm 1930, thì hoàn thành. Sau lần trùng tu này, chùa có quy mô kiên cố (tường gạch, mái lợp ngói) gồm một ngôi chánh điện (3 gian) rộng rãi và một nhà khói (nhà bếp).
Trong khoảng thời gian này, nhà sư Trí Thới có mời ông Tòng Hiên (là một Văn Thân ở Quảng Ngãi chạy vào Nam lánh nạn) đến ở tại chùa, để bốc thuốc và dạy chữ cho người dân ở địa phương. Sau một thời gian hoạt động, ông Tòng Hiên bị mật thám của chính quyền thuộc Pháp nghi ngờ, nên ông phải lánh qua chùa Long Phước ở Nha Mân (nay thuộc Châu Thành, Đồng Tháp). Sau, lại bị họ phát hiện, nên ông phải trở lại chùa Long Quang lần thứ hai, và được nhà chùa bảo bọc cho đến mười năm sau ông mới trở về Quảng Ngãi.
Tháng 9 năm 1945, quân Pháp trở lại Việt Nam lần thứ hai. Ủng hộ công cuộc chống Pháp của nhân dân Việt, chùa Long Quang trở thành nơi nuôi chứa của nhiều chiến sĩ hoạt động trong nội thành. Năm 1947, hưởng ứng lời kêu gọi "Tiêu thổ để kháng chiến", Thiền sư Trí Thới hiệp cùng tăng chúng tại đây đã tháo dỡ toàn bộ chùa Long Quang để làm vật cản ngăn tàu Pháp tại Rạch Cam; đồng thời hiến hết các đồ thờ bằng đồng để đúc đầu đạn, trong đó có một đại hồng chung cổ .
Năm 1963, Thiền sư Trí Thới viên tịch. Năm sau (Giáp Thìn, 1964), thầy Thích Chơn Khánh  đến trông coi chùa. Lúc bấy giờ ngôi nhà chùa đã xuống cấp, lại được Phật tử và nhân dân trong vùng ủng hộ, nên thầy Chơn Khánh đã tiến hành xây cất lại chùa Long Quang trên nền cũ.
Khi công trình gần xong, thì bị bom đạn chiến tranh làm hư hạị nhiều nên phải làm lại, mãi đến năm Bính Ngọ (1966), ngôi chánh điện mới được xây xong. Theo tài liệu, thì trước năm 1975, trong cuộc đấu tranh chống Hoa Kỳ và Việt Nam Cộng hòa, chùa Long Quang cũng từng là nơi ở, là điểm liên lạc của nhiều cán bộ thuộc Mặt trận Dân tộc Giải phóng miền Nam Việt Nam ở Cần Thơ. 
Trụ trì chùa được gần 20 năm, năm 1983, nhà sư Thích Chơn Khánh viên tịch. Gần 10 năm sau đó, nhà chùa không có nhà sư nào đến làm chủ trì. Việc nhang đèn được một số Phật tử ở gần chùa trông coi.
Đến năm Nhâm Thân (1992), nhận được lời thỉnh cầu của các Phật tử tại địa phương, Ban trị sự Giáo hội Phật giáo tỉnh Cần Thơ bổ nhiệm Thượng tọa Thích Bình Tâm. Tháng 12 năm 1994, các ban ngành chủ quản hiệp cùng Trụ trì và các Phật tử đã tái thiết lại ngôi chùa Long Quang với dáng vẻ như hiện nay .
Năm 2010 - 2011, ngôi chùa lại được tu sửa.
Ban đầu, các vị sư của chùa tu theo phái Lâm Tế có nguồn gốc từ Trung Quốc. Hiện nay nhà chùa đã gia nhập Giáo hội Phật giáo Việt Nam và chuyển thành hệ phái Bắc tông.

## Kiến trúc

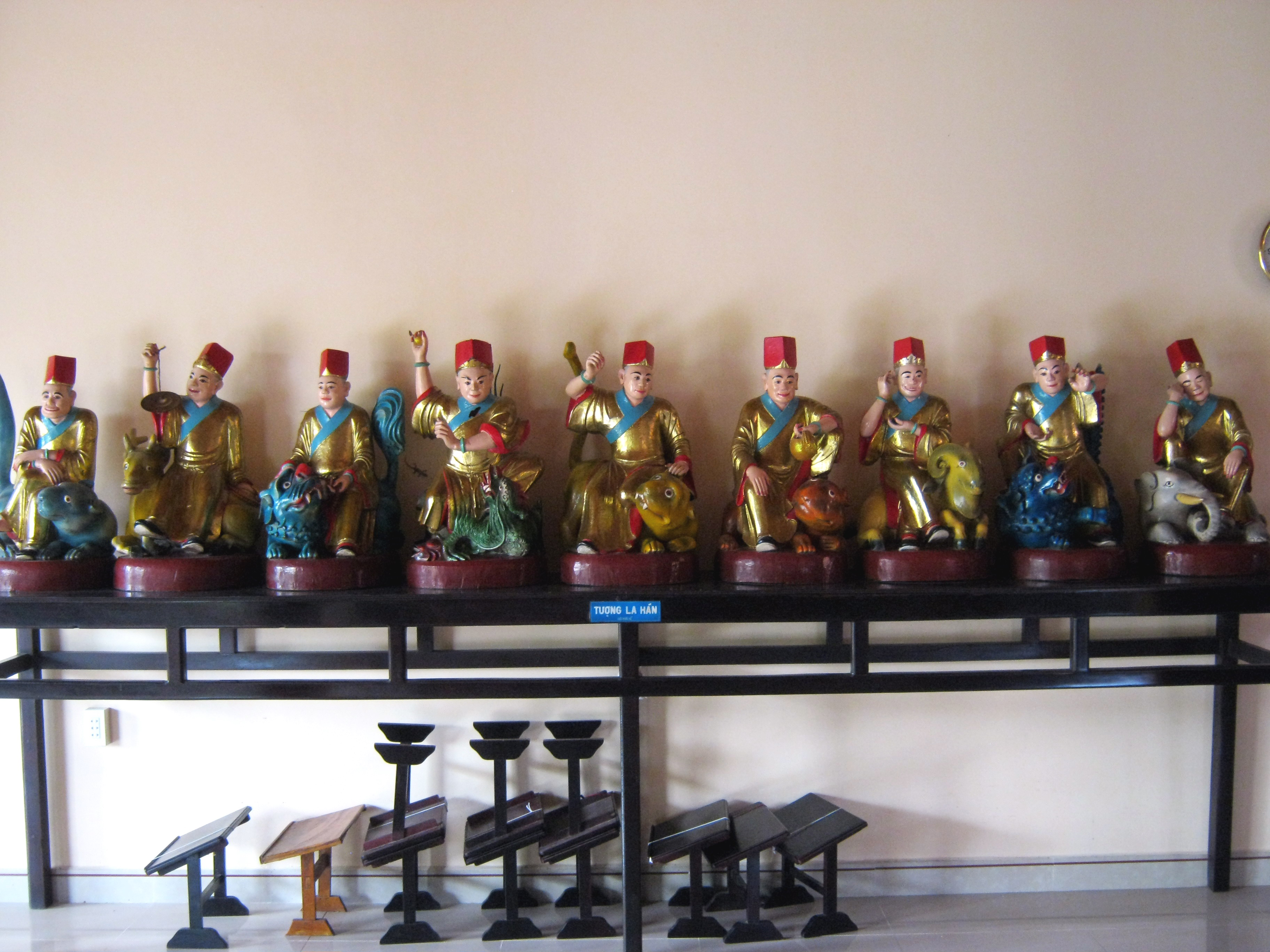
9 trong số 18 tượng La Hán trong chùa Long Quang

Chùa Long Quang tọa lạc trong một khuôn viên rộng khoảng 7.000 m² nằm cạnh con đường nhỏ trải nhựa và một con rạch nhỏ. Từ ngoài vào trong, có các hạng mục đáng chú ý sau:
Cổng tam quan bằng gạch với hai tầng mái ngói, đầu mái uốn công có gắn hoa văn. Bên trên nóc có gắn đôi rồng trắng ngẩng cao đầu quay ngược vào bánh xe pháp luân ở giữa. Hai cột chính có đôi hai câu liễn đối bằng chữ Hán.
Ngôi chánh điện rộng 324 m², xây theo lối kiến trúc "Thượng lầu Hạ hiên" (ảnh 2), với mái ngói và tường gạch, cà có tất cả năm cửa ra vào (trước: 2, sau: 1, bên hông: 2).
Ngay giữa trung tâm là điện thờ chính. Ở đây, bên trên có treo bức hoành phi bằng gỗ được chạm trổ tinh xảo ở giữa gắn bốn chữ Hán Đại Hùng Bảo Điện; bên dưới gắn khung bao lam cũng được chạm trổ hoa văn tinh xảo thếp vàng, hai bên cũng có gắn hai câu liễn đối bằng chữ Hán.
Điện thờ chính được đóng bằng gỗ có 2 bậc. Bậc cao kê 3 ghế thờ, tôn trí ba pho tượng Tam Thế Phật (A Di Đà, Đại Thế Chí, Quán Thế Âm) bằng gỗ cao hơn một mét tạc theo tư thế ngồi; bậc thấp tôn tượng Bồ Tát Di Lặc.
Ở phía trước bậc cao vừa kể là tượng Phật Thích Ca nhập niết-bàn, bằng gỗ dài một mét, được chạm trổ hoa văn tinh xảo. Đối diện điện thờ chính là bàn thờ Vi Đà Hộ pháp và Tiêu Diện Đại Sĩ (Ông Tiêu).
Sát vách bên phải, trên kệ dài bày trí 9 tượng La Hán, kế tiếp bàn thờ Địa Tạng Bồ Tát, phía sau là bàn thờ Ngọc Hoàng Thượng đế (hai bên có Nam Tào, Bắc Đẩu).
Sát vách bên trái, trên kệ dài bày trí 9 tượng La Hán (đối diện với 9 tượng bên phải), kế tiếp là bàn thờ Quán Thế Âm (hai bên có Thiên Tài và Đồng Tử).

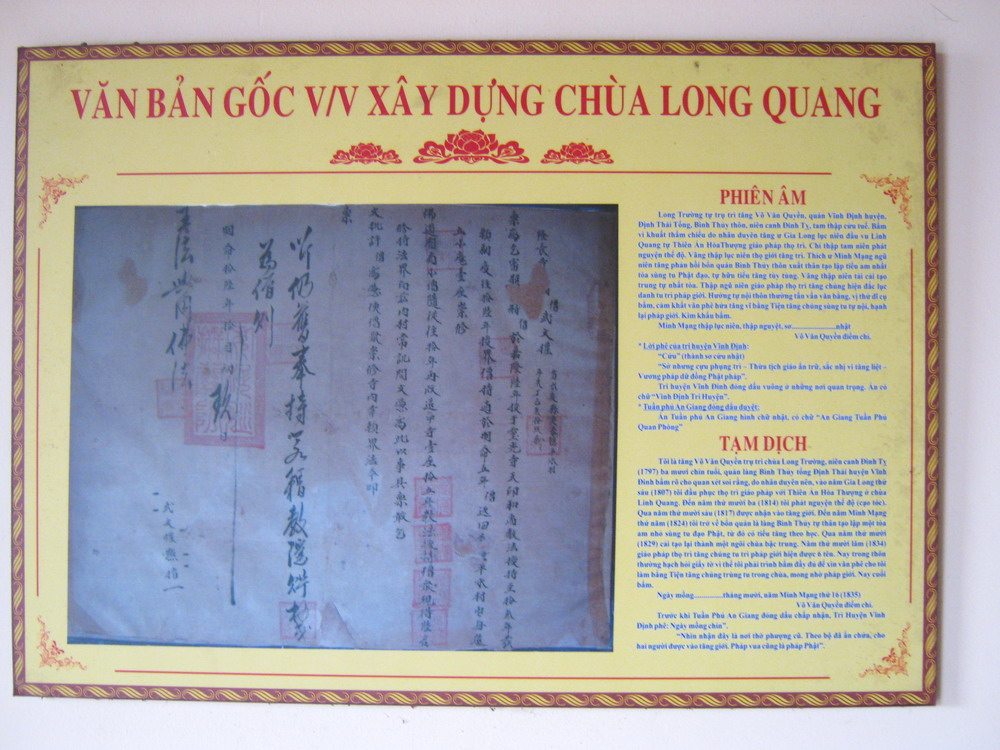
Đơn xin trùng tu chùa Long Quang làm năm 1835 (ảnh chụp)

Phía sau điện thờ chính là bàn thờ Hậu Tổ. Phía trên là tượng Phật Mẫu Chuẩn Đề, bên dưới có tượng Bồ Đề Đạt Ma. Chung quanh bày trí các long vị, các bức di ảnh của các cố Trụ trì chùa. Sát vách hai bên cửa sau có đặt hai bàn thờ, bên phải thờ các tượng Quan Công, Giám Trai..., bên trái thờ các tượng Diêm Vương, Long Vương và Phán quan,...
Phía sau tòa nhà chính điện là khu Tháp rộng hơn 2.000 m², có trồng nhiều hoa kiểng, cây bonsai, cây ăn trái,... Đây nơi chứa di cốt của các cố Trụ trì chùa trước đây.

## Di tích Quốc gia
Ngày 21 tháng 6 năm 1993, ngôi chùa đã được công nhận là di tích Kiến trúc Nghệ thuật cấp quốc gia, theo Quyết định số 774/1993/QĐ-BT của Bộ Văn hóa-Thông tin .